# Hugo Uher
Hugo Uher (* 1. April 1882 in Karlsbad; † 11. Dezember 1945 in Prag) war ein österreichischer, später tschechoslowakischer Bildhauer, der hauptsächlich in Karlsbad arbeitete.

## Leben
Er studierte an der Berufsschule für Keramik in Bechin, die er 1899 abschloss. Anschließend ging er an die Schule für Angewandte Kunst in Prag zu Stanislav Sucharda. Dort schloss er 1906 sein Studium ab und wechselte an die Kunsthochschulen in Berlin und im schwarzburgischen Rudolstadt, außerdem unternahm er Studienreisen nach Rom und Venedig. Als er nach Karlsbad zurückkehrte, errichtete er sich ein eigenes Bildhauer-Atelier, wo er fortan an die 60 Jahre wirkte.

## Werke (Auswahl)

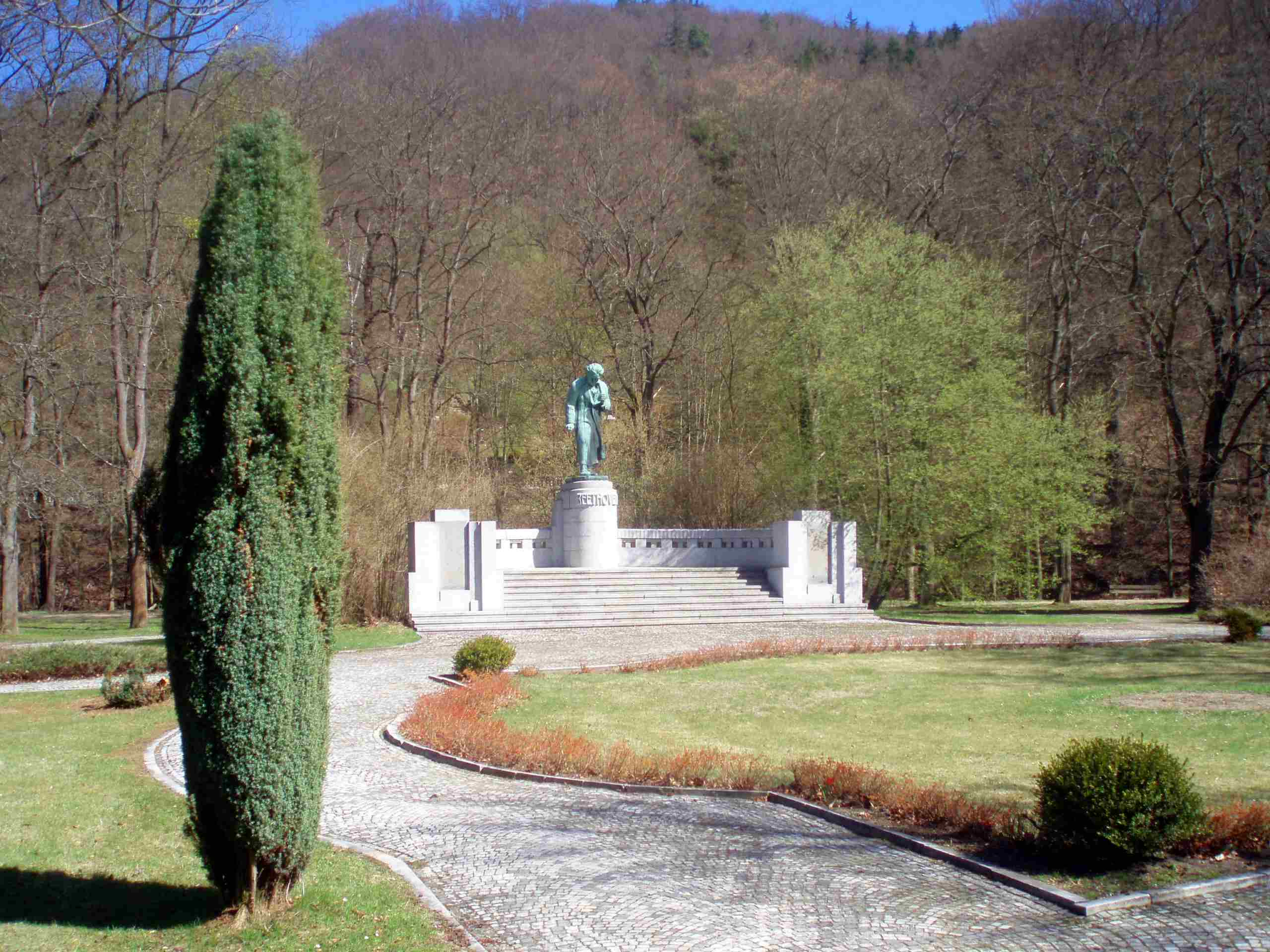
Beethoven-Denkmal in Karlsbad

Zu seinen Großaufträgen gehörten der Grabstein des Hoteliers Karl Pupp auf dem Friedhof in Karlsbad 1906 und der Bau des Mausoleums des niederländischen Generalkonsuls Pohl in Raspenava in Nordböhmen. 
1909 erhielt er für eine Keramikskulptur den Preis des Verbandes deutscher kreativer Künstler in Böhmen.
Bekanntheit erlangte auch sein Denkmal für Ludwig van Beethoven in Karlsbad.